# Atletismo nos Jogos Pan-Americanos de 2023 - 400 m com barreiras feminino
A competição de 400 metros com barreiras feminino do atletismo nos Jogos Pan-Americanos de 2023 foi disputada em 1º e 3 de novembro no Parque Deportivo Estadio Nacional, em Santiago, no Chile. No total, competiram 10 atletas de 8 Comitês Olímpicos Nacionais (CON).

## Calendário
Horário local (UTC-4).
| Data           | Horário | Fase      |
| -------------- | ------- | --------- |
| 1º de novembro | 18:00   | Semifinal |
| 3 de novembro  | 17:35   | Final     |

## Medalhistas
| Ouro   | PAN Gianna Woodruff    |
| Prata  | BRA Marlene dos Santos |
| Bronze | CRC Daniela Rojas      |

## Recordes
Antes desta competição, os recordes mundiais e dos Jogos Pan-Americanos da prova eram os seguintes:
| Tipo                             | Atleta            | Tempo | Local    | Data                |
| -------------------------------- | ----------------- | ----- | -------- | ------------------- |
|                                  | Sydney McLaughlin | 50.68 | Eugene   | 22 de julho de 2022 |
| Recorde dos Jogos Pan-Americanos | Daimí Pernía      | 53.44 | Winnipeg | 28 de julho de 1999 |

## Resultados

### Semifinal
Qualificação: Os três primeiros em cada bateria (Q) e os próximos dois mais rápidos (q) se classificaram para a final.
Estes foram os resultados:
| Pos. | Bateria | Atleta              | Nacionalidade                | Tempo   | Notas |
| ---- | ------- | ------------------- | ---------------------------- | ------- | ----- |
| 1    | 2       | Chayenne da Silva   | BRA Brasil                   | 57.85   | Q     |
| 2    | 1       | Daniela Rojas       | CRC Costa Rica               | 58.16   | Q     |
| 3    | 1       | Marlene dos Santos  | BRA Brasil                   | 58.29   | Q     |
| 4    | 1       | Gianna Woodruff     | PAN Panamá                   | 58.68   | Q     |
| 5    | 2       | Zurian Hechavarría  | CUB Cuba                     | 58.99   | Q     |
| 6    | 2       | Michelle Smith      | ISV Ilhas Virgens Americanas | 59.32   | Q     |
| 7    | 1       | Virginia Villalba   | ECU Equador                  | 1:00.28 | q     |
| 8    | 2       | Franshina Martínez  | DOM República Dominicana     | 1:00.55 | q     |
| 9    | 1       | Camille de Oliveira | BRA Brasil                   | 1:00.72 |       |
| 10   | 2       | María Arnaiz        | CHI Chile                    | 1:00.78 |       |

### Final
Estes foram os resultados:
| Pos. | Raia | Atleta             | Nacionalidade                | Tempo   | Nota |
| ---- | ---- | ------------------ | ---------------------------- | ------- | ---- |
| 01 ! | 8    | Gianna Woodruff    | PAN Panamá                   | 56.44   |      |
| 02 ! | 4    | Marlene dos Santos | BRA Brasil                   | 57.18   |      |
| 03 ! | 5    | Daniela Rojas      | CRC Costa Rica               | 57.41   |      |
| 4    | 3    | Michelle Smith     | ISV Ilhas Virgens Americanas | 57.53   |      |
| 5    | 7    | Zurian Hechavarría | CUB Cuba                     | 57.70   |      |
| 6    | 2    | Virginia Villalba  | ECU Equador                  | 58.99   |      |
| 7    | 1    | Franshina Martínez | DOM República Dominicana     | 1:02.20 |      |
| 8    | 6    | Chayenne da Silva  | BRA Brasil                   | DNF     |      |

Legenda
| Recorde mundial                  | Recorde mundial (World record)               |                       | Recorde africano                      | Recorde africano (African) |                                           | Q | Classificado por posição (Qualified) |
| Recorde dos Jogos Pan-Americanos | Recorde pan-americano (Pan-American record)  | Recorde da América    | Recorde da América (Americas)         | q                          | Classificado por melhor tempo (Qualified) |   |                                      |
| Melhor marca do ano              | Melhor marca do ano (World leading)          | Recorde asiático      | Recorde asiático (Asian)              | DNS                        | Não largou (Did not start)                |   |                                      |
| Recorde nacional                 | Recorde nacional (National record)           | Recorde europeu       | Recorde europeu (European)            | DNF                        | Não terminou (Did not finish)             |   |                                      |
| Recorde pessoal                  | Recorde pessoal do atleta (Personal best)    | Recorde da Oceania    | Recorde da Oceania (Oceania)          | DSQ / DQ                   | Desclassificado (Disqualified)            |   |                                      |
| Recorde da temporada             | Recorde da temporada do atleta (Season best) | Recorde sul-americano | Recorde sul-americano (South America) | NM                         | Sem marca (No mark)                       |   |                                      |